# Gaston Geens
Gaston Geens (Kersbeek-Miskom, 10 de julio de 1931 - Herent, 5 de julio de 2002) fue un político belga, militante del CD&V en la Comunidad Flamenca de Bélgica y primer ministro del país. Es doctor en Derecho por la Universidad Católica de Lovaina, así como licenciado en Economía. 
En 1961, junto con Frank Swaelen y Leo Tindemans, fue parte de un grupo de reflexión de la CVP, y en 1972 se convirtió en un miembro del comité directivo del partido. Geens fue elegido miembro del consejo de la ciudad de Winksele en 1970. Después de la fusión de Winksele con Herent en 1976, se convirtió en miembro del consejo de esa ciudad.
En 1974, en un gobierno presidido por Tindemans, Geens fue nombrado secretario de Estado de Presupuestos y Ciencia. En 1976 fue designado ministro, pero con las mismas competencias. Fue nombrado ministro de Hacienda en el segundo gabinete de Tindemans, y siguió en el cargo con el presidente Paul Vanden Boeynants y en las dos primeras coaliciones dirigida por Wilfried Martens. Durante el tercer gobierno dirigido por Martens volvió a ser ministro de Presupuestos, y en el cuarto gobierno fue elegido ministro-presidente del Ejecutivo flamenco, que dirigió hasta 1992. Desde 1995 fue senador honorario. 
Geens dio a Flandes una nueva identidad económica, tomando la iniciativa para la Derde Industriële Revolutie in Vlaanderen (tercera revolución industrial de Flandes), impulsando durante la década de 1990 Flanders Technology International, fundando en 1999 Technopolis Mechelen y creando en 1980 el Flemish Aerospace Group (FLAG). 
En 1961 escribió con N P J de Vries el libro Bijdrage tot de opbouw van een structuurbeeld van het Benelux-Middengebied, editado por Limburgse Economische Raad.